# Tát
Tát (tyska: Taath) är en mindre stad i Ungern med 5 325 invånare (2020).